# Місцеві гідравлічні опори

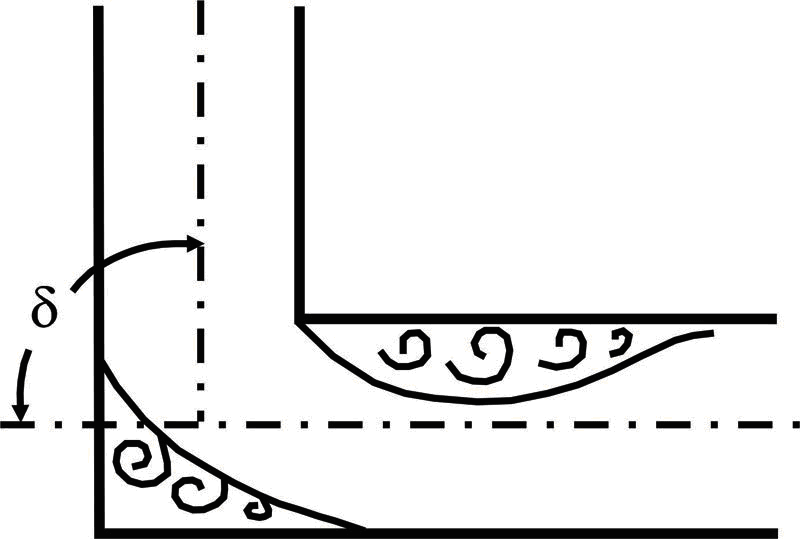
Коліно труби.

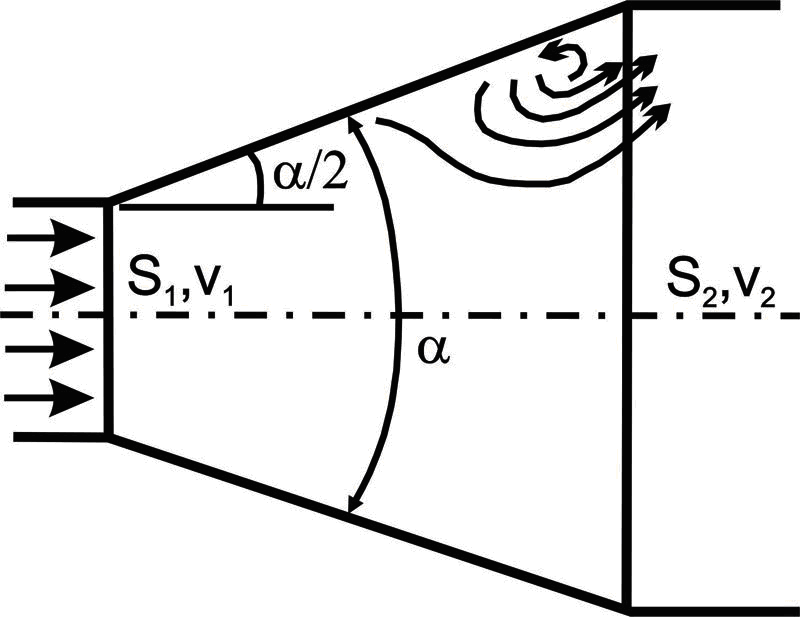
.

Місцеві гідравлічні опори у трубопроводі — опір рухові рідини (гідросуміші), що чиниться на певних ділянках трубопроводу — коліні труби, при зміні діаметра труби, на засувці, дифузорі тощо.
За одиницю вимірювання напору і, відповідно, втрат напору (гідравлічних опорів) у гідравліці прийнято метри водяного стовпа (м. вод. ст.).
Місцеві опори забезпечують в зоні шлейфу за ними довжиною до l = 10D турбулентний режим течії.
Місцеві опори, які створюють фасонні частини, арматура та інше обладнання трубопровідної мережі, визначають за формулою:
hМ = ζu2/2g
де ζ — коефіцієнт місцевого опору; u — швидкість потоку флюїду; g — прискорення земного тяжіння.

## Різновиди місцевих опорів

Фасонні елементи трубопроводів є місцевими гідравлічними опорами.

- Зміна перерізу потоку
  - Раптове розширення трубопроводу

ζ = α1(D22/D12 — 1)2
де α1 — коефіцієнт кінетичної енергії у вузькому перерізі труби.
Таблиця 1 — Значення ζ/α1 для раптового розширення трубопроводу

- - При раптовому звуженні трубопроводу ζ визначається за формулами відповідно для випадків при D2 > 0,5D1 та при D2 < 0,5D1

де ε — коефіцієнт стиснення струменя при вході у вузьку трубу.
- Вхід у трубу з резервуара при: гострих ребрах — ζвх. = 0,50;

- Вхід у трубу з резервуара у інших випадках:

l — довжина частини труби у резервуарі; δ — товщина стінки труби;
D — внутрішній діаметр труби.
- Зміна напряму потоку
  - Різкий поворот (коліно) круглої або квадратної труби. Значення ζк для різкого повороту (коліна):

- Вентиль:
  - з прямим шпинделем: ζ = 3–5,5
  - з похилим шпинделем: ζ = 1,4–1,85